# Renaat Merecy
Renaat Merecy (Antwerpen, 10 mei 1909 - aldaar, 8 mei 1987) was een Vlaams onderwijskundige.
Renaat Merecy liep school te Antwerpen aan de oefenschool van de stedelijke normaalschool aldaar. Daarna ging hij zelf voor onderwijzer studeren en behaalde zijn diploma met de "grootste" onderscheiding in 1929. Hij was toen al actief in de studentenbeweging als voorzitter van het Vlaams studentenverbond, en werkte mee aan het Vlaams volkstoneel en verschillende tijdschriften. Hij werd onderwijzer in het Antwerpse, maar studeerde in zijn vrije tijd naarstig verder en behaalde zo het diploma van klassieke humaniora via de middenjury. Daarna studeerde hij aan de universiteit, waar hij een licentiaat behaalde in de wijsbegeerte en letteren en de geschiedenis. Tegelijk behaalde hij ook nog het aggregaat voor het secundair onderwijs. Daarna volgde zijn benoeming aan de rijksnormaalschool van Gent als leraar opvoedkunde. Tijdens de Tweede Wereldoorlog was hij actief in het verzet.
Na de oorlog lukte het hem niet om onderwijs-inspecteur te worden, maar in 1947 kreeg hij de directeurspost in de Normaalschool van Lier (als troostprijs?). Hij maakte er zijn levenswerk van. Hij was dus directeur tijdens de woelige schoolstrijd, waar hij zich een fervent verdediger toonde van het staatsonderwijs. Hij bouwde de school uit tot een Vlaams (hij was ook voorvechter van het Algemeen Beschaafd Nederlands) en vooral "pluralistisch" pedagogisch centrum. De bevolkingsgroei, de uitbouw in Vlaanderen van het rijksonderwijs en de stijgende welvaart hielpen hem ook de instelling naar omvang te doen groeien. Hij bouwde een vleugel bij, voegde ook wijkafdelingen en lagere oefenscholen toe aan het geheel. Ook een eigen "middelbare" oefenschool behoorde tot het complex. Op zijn hoogtepunt telde het internaat ruim 300 internen. Merecy bleef er directeur tot 1969.
- International Standard Name Identifier: 0000 0001 1813 3563
- Library of Congress Control Number: no2011042792
- Nederlandse Thesaurus van Auteursnamen: 095796355
- Virtual International Authority File: 169116036
- WorldCat: E39PBJkdqr839HDkBXhMKGxxDq